# Snub Pollard
Snub Harold Pollard (ur. 9 listopada 1889 w Melbourne, zm. 19 stycznia 1962 w Burbank) – amerykański aktor filmowy i telewizyjny pochodzenia australijskiego.

## Filmografia
seriale
- 1936: The Black Coin jako Vic Moran
- 1954: The Public Defender jako Stały bywalec baru
- 1955: Alfred Hitchcock przedstawia jako Mężczyzna w barze

film
- 1915: Ruses, Rhymes and Roughnecks
- 1919: Look Out Below jako Snub
- 1932: Dziwna miłość Molly Louvain jako Bill Collector
- 1939: Hollywoodzka kawalkada jako Policjant z Keystone
- 1961: Dwa oblicza zemsty jako Mieszczanin
- 1963: Dźwięk śmiechu jako Asystent hydraulika

## Wyróżnienia
Posiada swoją gwiazdę na Hollywoodzkiej Alei Gwiazd.